# Andreas Schönbächler
Pour les articles homonymes, voir Schönbächler.
Andreas Schönbächler, né le 24 avril 1966 à Zoug, est un skieur acrobatique suisse notamment champion olympique de sauts en 1994. Il est surnommé Sonny Schönbächler.

## Carrière
Andreas Schönbächler est sixième aux Jeux olympiques d'hiver de 1988 et quinzième à ceux de 1992 en sauts, dans les deux cas épreuve de démonstration. Aux Jeux olympiques d'hiver de 1994 organisés à Lillehammer en Norvège, les sauts sont une épreuve officielle pour la première fois et Andreas Schönbächler remporte la médaille d'or. Il participe deux fois aux championnats du monde, où il est 10e en 1986 et 16e en 1989. Son meilleur résultat au classement général de la coupe du monde de sauts est une sixième place en 1989. Il obtient au total sept podiums en coupe du monde : deux deuxièmes places et cinq troisièmes place.